# NGC 3118
NGC 3118 este o galaxie spirală situată în constelația Leul Mic. A fost descoperită în 16 martie 1884 de către Édouard Stephan⁠(d). Se află la o distanță de 29,24 de megaparseci de Pământ.